# Savana violenta
Savana violenta è un film del 1976, diretto da Antonio Climati e Mario Morra.